# Cung Thục Hoàng hậu
Cung Thục Hoàng hậu (chữ Hán: 恭淑皇后; 1165 - 1200), là nguyên phối Hoàng hậu của Tống Ninh Tông Triệu Khoáng.

## Tiểu sử
Cung Thục Hoàng hậu có họ Hàn (韓氏), nguyên quán ở Tương Châu (nay là Hà Nam, An Dương), là hậu duệ 6 đời của Bắc Tống danh thần Hàn Kì Đích (韓琦的), cháu gái của đại thần đương triều Hàn Thác Trụ. Cha của bà là Quan sát sử Dương Châu Hàn Đồng Khanh (韓同卿), mẹ là An Quốc phu nhân (安國夫人). Bà còn có một người anh là Hàn Sĩ (韓竢) được phong chức Thừa tuyên sứ (承宣使).
Năm Thuần Hy thứ 2 (1185), bà kết hôn với Gia vương Triệu Khoáng tức Tống Ninh Tông, bà được phong làm Tân An Quận phu nhân (新安郡夫人), sau đó đổi thành Sùng Quốc phu nhân (崇國夫人). Bà rất được lòng của Tống Cao Tông và Tống Hiếu Tông do nhu mì tốt tính, thông thạo lễ nghĩa.
Năm Thiệu Huy thứ 5 (1194), Tống Quang Tông bị ép thoái vị, Tống Ninh Tông nối ngôi. Tống Ninh Tông đã sắc phong cho bà làm Hoàng hậu. Hàn Hoàng hậu sau đó sinh hạ được 2 Hoàng tử nhưng đều mất khi chưa đầy một tuổi.
Năm Thanh Viễn thứ 6 (1200), Hàn Hoàng hậu qua đời, thọ 35 tuổi, thuỵ hiệu là Cung Thục Hoàng hậu (恭淑皇后), an táng tại Vĩnh Mậu lăng (永茂陵). Sau cái chết của cháu gái, Hàn Thác Trụ lên kế hoạch chuẩn bị bắc phạt, sau này ông bị giết chết ở cầu Lục Bộ.

## Hậu duệ
1. Triệu Tuấn (趙埈; 25 tháng 7, 1196 - 9 tháng 9, 1196), chết yểu, thụy là Duyện Xung Huệ vương (兖冲惠王).
2. Triệu Thản (趙坦; 29 tháng 1, 1200 - 28 tháng 9, 1200), chết yểu, thụy là Xung Ôn Bân vương (冲温邠王).

Tất cả các Hoàng tử của Tống Ninh Tông đều chết khi chưa đầy một tuổi, vì vậy ông nhận nuôi Triệu Dữ Cử tức Tống Lý Tông, là cháu 10 đời của Tống Thái Tổ, trực hệ của Yến Ý vương Triệu Đức Chiêu.